# Schwarzwald-Querweg Rottweil–Lahr
Der Schwarzwald-Querweg Rottweil–Lahr ist eine viertägige Wanderstrecke durch den Schwarzwald von Rottweil nach Lahr. Der 99 Kilometer lange Wanderweg wurde im Jahre 1935 angelegt und wird seither vom Schwarzwaldverein gepflegt und betreut. Sein Wegzeichen ist eine rot-blaue Raute auf gelbem Grund. In der Regel weist die blaue Seite der Raute nach Rottweil und die rote Seite nach Lahr.

## Kurzbeschreibung
Der Querweg Rottweil–Lahr führt aus dem Neckartal zunächst über freies Gelände mit Ausblicken auf die Höhen des Mittleren Schwarzwaldes. Ab Königsfeld geht der Weg am zweiten Tag durch Wälder hinab nach Hornberg im Gutachtal. Nach steilem Aufstieg zur Wasserscheide zwischen Kinzig und Elz am dritten Tag geht es am vierten Tag weiter ins Schuttertal nach Lahr.

## Tagestouren/Etappen

### Erste Etappe: Rottweil – Buchenberg

#### Übersicht

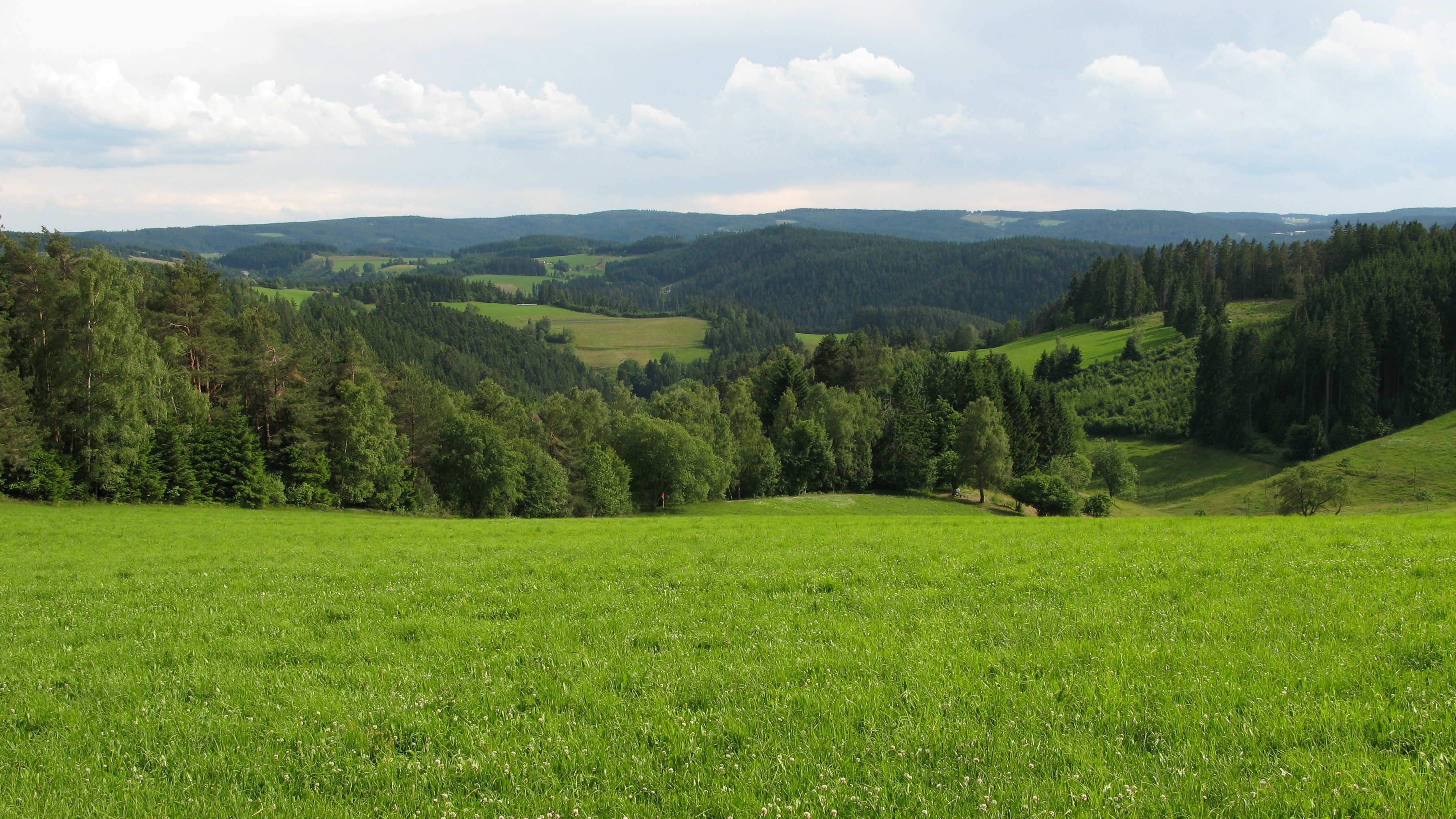
Blick von der Obersteighöhe

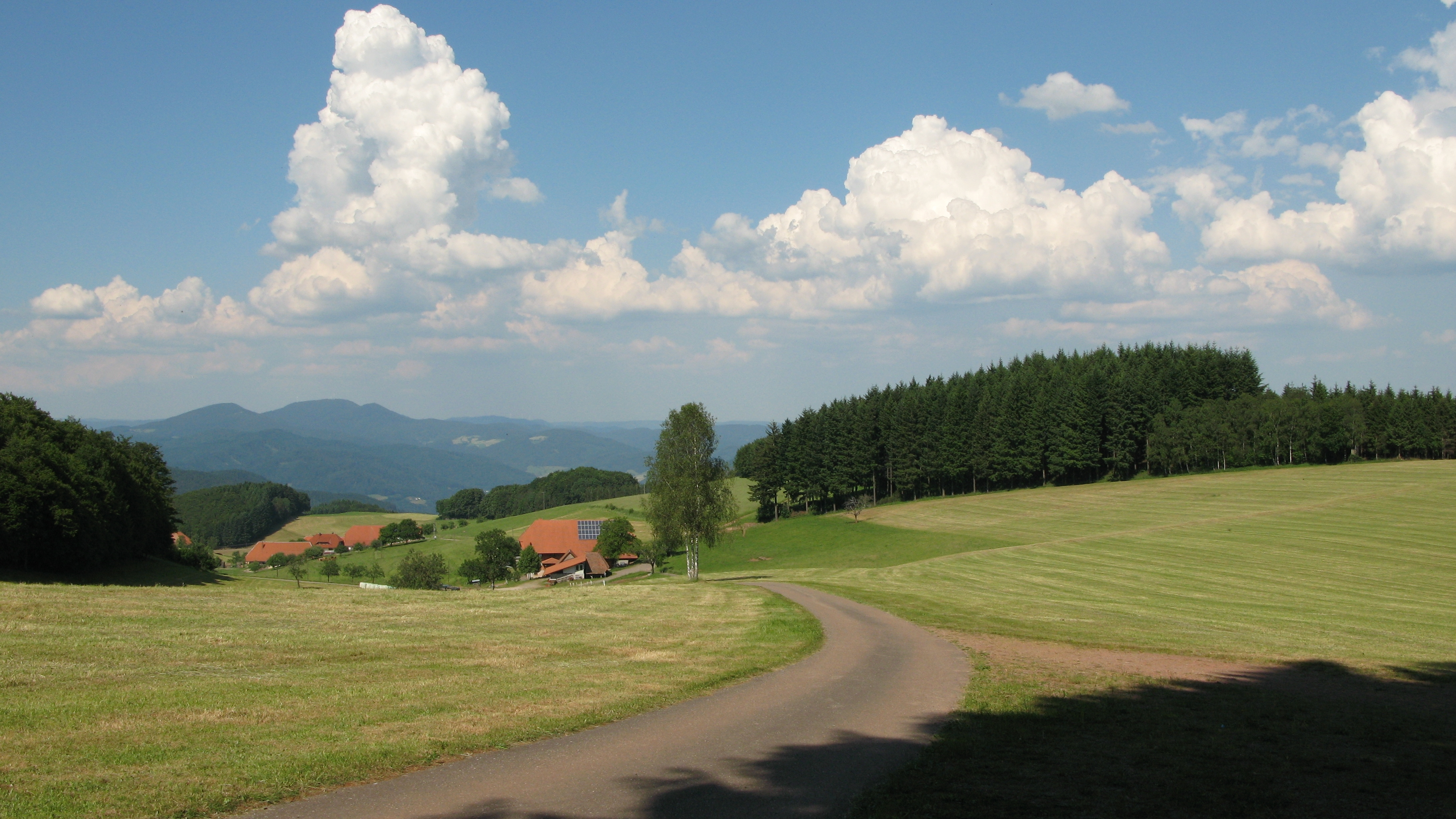
Sicht von der Breitebene oberhalb Hofstettens in nordöstlicher Richtung zum Brandenkopf

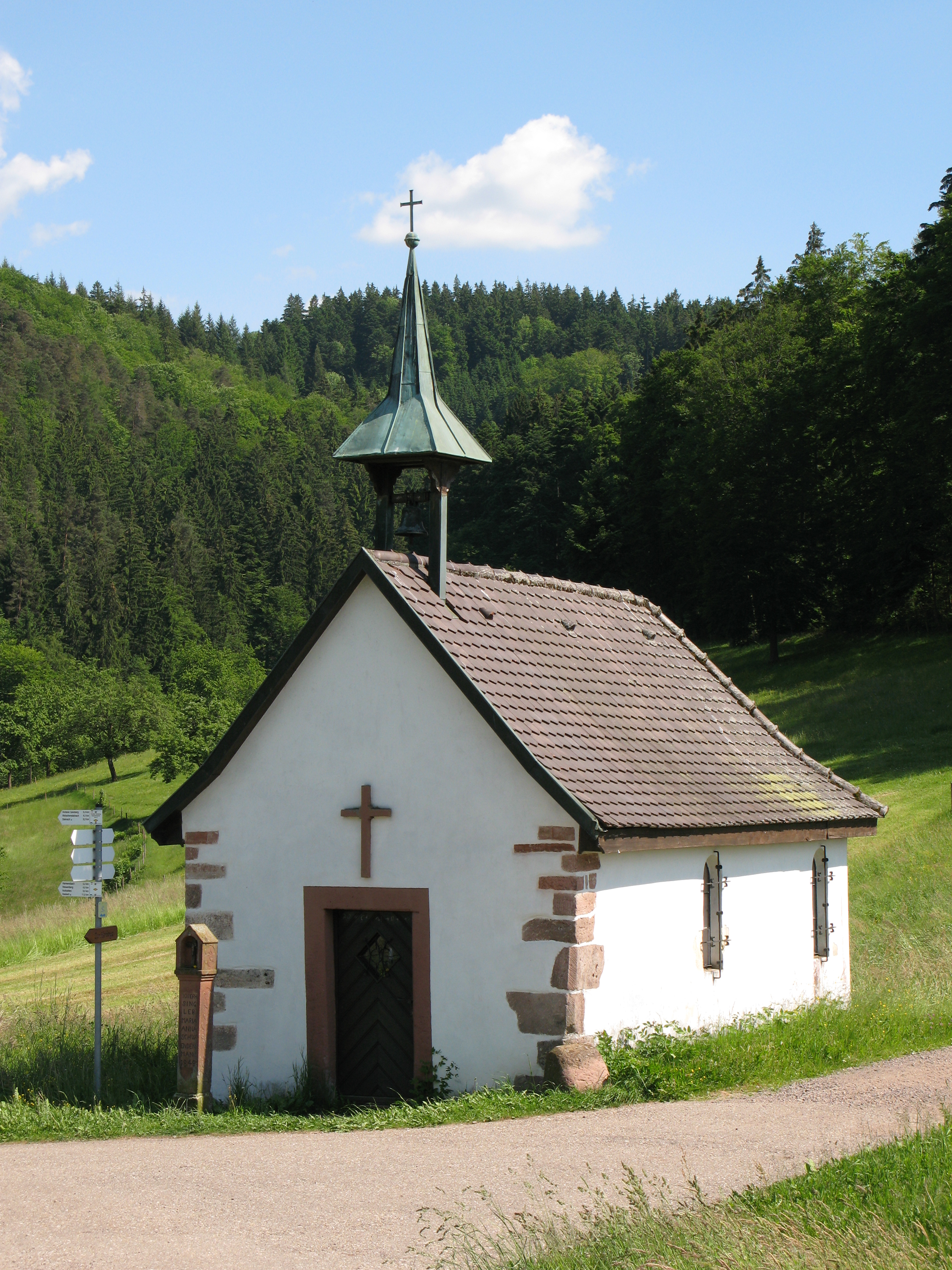
Robertskapelle

- Distanz: 25 km
- Gehzeit: ca. 6 Stunden

| Ort/Sehenswürdigkeit     | Strecke (km) | Höhe (m ü. NHN) | Weitere Informationen                                                                       |
| ------------------------ | ------------ | --------------- | ------------------------------------------------------------------------------------------- |
| Rottweil                 | 0,0          | 560             |                                                                                             |
| Horgen                   | 8,0          | 625             | Ortsteil von Zimmern ob Rottweil                                                            |
| Teufensee                | 3,5          | 641             |                                                                                             |
| Sinkingen                | 0,5          | 690             | Ortsteil von Niedereschach                                                                  |
| Fischbach                | 1,0          | 660             | Ortsteil von Niedereschach                                                                  |
| Burgberg                 | 4,0          | 726             | Gasthaus Kranz (erbaut 1468) Reste eines ehemaligen Wasserschlosses aus dem 13. Jahrhundert |
| Königsfeld               | 3,0          | 760             | Kreuzung mit dem Ostweg                                                                     |
| Ruine Waldau             | 1,5          | 737             | Kulturdenkmal Hof Beck                                                                      |
| Albblick / Martinsweiler | 1,5          | 770             | Kreuzung mit dem Ostweg                                                                     |
| Buchenberg               | 2,0          | 820             | Ortsteil von Königsfeld                                                                     |

#### Wegbeschreibung

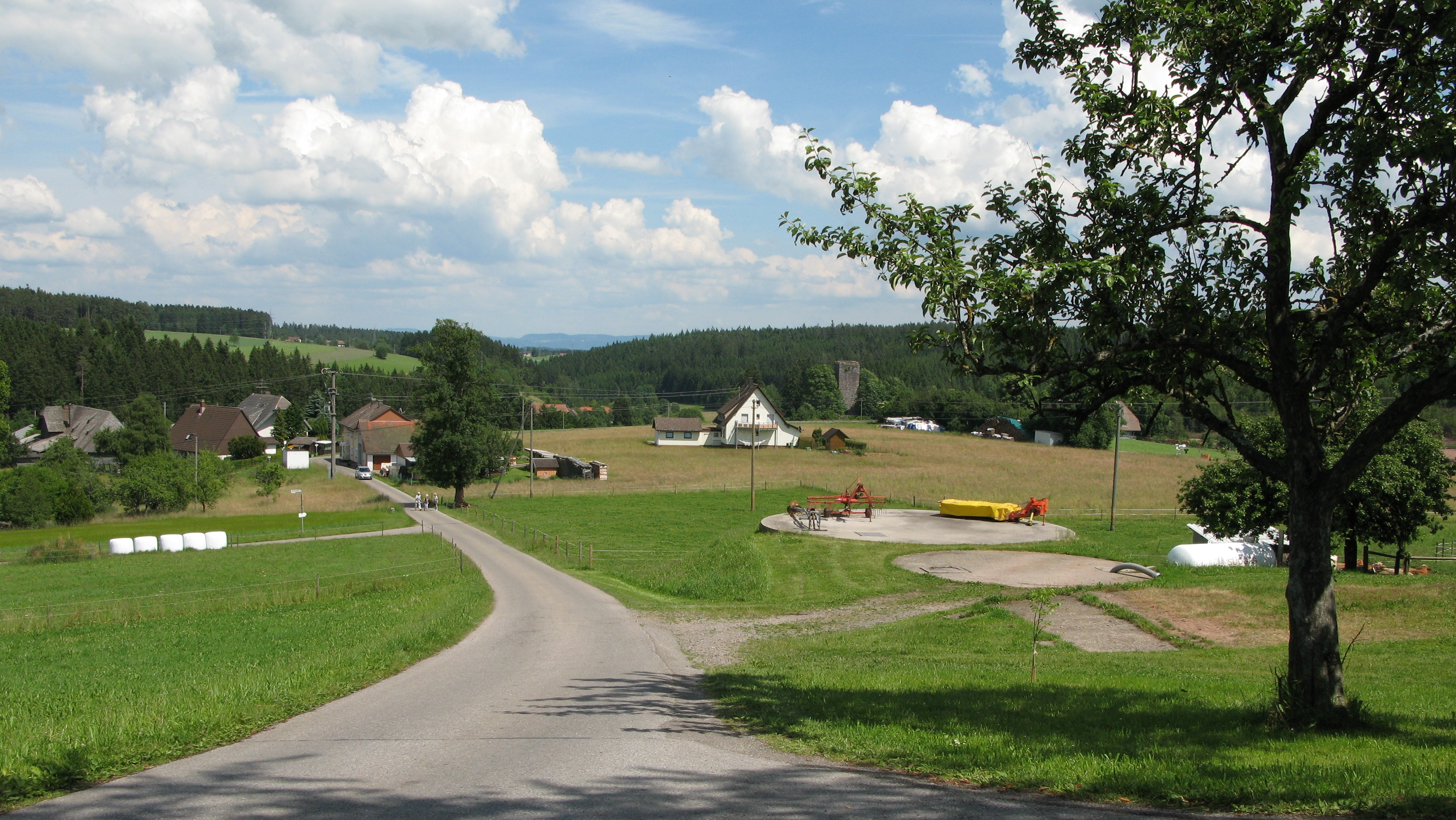
Martinsweiler mit Ruine Waldau und Albblick

Der Querweg beginnt am Bahnhof in Rottweil, führt durch den Stadtkern und verlässt die Stadt über die Hausener Straße. Bald darauf führt eine Unterführung unter der Autobahn 81 hindurch. Nach einigen Abzweigungen geht es bergab nach Horgen. Im Ort überquert der Weg die Eschach und führt über die Teufenstraße am Wassertretbecken vorbei ins Teufenbachtal. Hinter dem Teufensee geht die Strecke merklich bergauf nach Sinkingen. Bergab entlang der Kreisstraße 5720 führt der Weg weiter nach Fischbach. Danach verläuft die Wanderung am Glasbach entlang bis nach Burgberg, das über die Burgstraße wieder verlassen wird. Königsfeld wird danach über den Gottesacker der Brüdergemeine erreicht, einer pietistischen Glaubensbewegung innerhalb der evangelischen Kirche, auf deren Initiative die Gründung des Ortes 1806 zurückging. In Königsfeld kreuzt der Querweg mit dem Ostweg; beide Wege verlaufen danach bis Martinsweiler auf derselben Strecke. Nach der Trennung beider Wege sind es noch zirka zwei Kilometer bis Buchenberg.

### Zweite Etappe: Buchenberg – Hornberg

#### Übersicht
- Distanz: 21 km
- Gehzeit: ca. 5 Stunden

| Ort/Sehenswürdigkeit | Strecke (km) | Höhe (m ü. NHN) | Weitere Informationen                                         |
| -------------------- | ------------ | --------------- | ------------------------------------------------------------- |
| Buchenberg           | 0,0          | 820             |                                                               |
| Hiesemichelshöhe     | 4,5          | 895             | Bushaltestelle St. Georgen in ca. 2 km                        |
| Hochwälder Höhe      | 2,0          | 960             | Kreuzung mit dem Mittelweg Bengelhütte                        |
| Gasthof Staude       | 2,5          | 889             |                                                               |
| Am Lindenbüble       | 2,0          | 895             | Kreuzung mit dem Mittelweg SV-Wanderheim Lindenbüble in 300 m |
| Hornberger Höhe      | 5,0          | 800             |                                                               |
| Philippsruhe         | 1,0          | 725             | Schutzhütte                                                   |
| Immelsbacher Höhe    | 1,0          | 584             | Schutzhütte                                                   |
| Gesundbrunnen        | 2,0          | 490             |                                                               |
| Hornberg Bahnhof     | 1,0          | 384             |                                                               |

#### Wegbeschreibung
Von Buchenberg aus führt die Etappe zunächst über die Hochwälder Höhe. Von dort verläuft der Querweg bis zum Wanderheim Lindenbüble, das zirka 300 Meter abseits des Weges liegt, auf derselben Strecke wie der Mittelweg. Die gemeinsame Wegführung geht auf überwiegend asphaltierter Strecke am Gasthaus Staude und an der Streusiedlung Holops, einem Ortsteil von Sankt Georgen vorbei. Vom Wanderheim Lindenbüble führt die Wanderung teils steil bergab zum Bahnhof in Hornberg. Streckenpunkte sind die Hornberger Höhe, die Philippsruhe, die Immelsbacher Höhe und der Gesundbrunnen.

### Dritte Etappe:  Hornberg – Höhenhäuser

#### Übersicht
- Distanz: 28 km
- Gehzeit: ca. 7 Stunden

| Ort/Sehenswürdigkeit  | Strecke (km) | Höhe (m ü. NHN) | Weitere Informationen |
| --------------------- | ------------ | --------------- | --- |
| Hornberg Bahnhof      | 0,0          | 384             | |
| Schlosshotel Hornberg | 1,5          | 445             | |
| Offenbacher Eckle     | 4,0          | 737             | Kleine Schutzhütte |
| Fährlefelsen          | 2,0          | 755             | Kreuzung mit dem Westweg |
| Huberfelsen           | 0,5          | 760             | Naturdenkmal mit Aussichtspunkt |
| Prechtaler Schanze    | 1,0          | 835             | |
| Haselberg             | 0,8          | 760             | Kreuzung mit dem Westweg |
| Landwassereck         | 1,2          | 630             | Gasthof an der L 107, im Winter zeitweilig geschlossen                                                                                     |
| Lehrscheide           | 2,5          | 618             | Hütte |
| Heidenacker           | 5,5          | 530             | Parkplatz |
| Biereck               | 4,0          | 588             | Gasthaus |
| Höhenhäuser           | 5,0          | 666             | Ortsteil von Biederbach Gasthof zum Kreuz Kreuzung mit dem Kandelhöhenweg Kreuzung mit dem Hansjakobweg II Kreuzung mit dem Zweitälersteig |

#### Wegbeschreibung
Hinter Hornberg führt der Querweg zur Burgruine Hornberg mit dem Schlosshotel und von dort weiter bergauf zur Schutzhütte am Offenbacher Eckle. Ab dem Fährlefelsen verläuft der Weg, gemeinsam mit dem Westweg, vorbei am Huberfelsen bis zur Prechtaler Schanze. Bald danach trennen sich die beiden Wege. Im weiteren Verlauf führt die Strecke vorbei am Gasthof Landwassereck zur Passhöhe Heidburg. Kurz vor dem Flachenberg führt der Weg gemeinsam mit dem Hansjakobweg an der Heidburg, von der kaum noch etwas zu sehen ist, und am Gasthaus Biereck vorbei zum Gasthaus Kreuz in Höhenhäuser. Der Hansjakobweg ist mit Bildtafeln ausgestattet, die auf Ereignisse und Erzählungen in Leben und Werk Heinrich Hansjakobs aufmerksam machen. Am Gasthaus zum Kreuz kreuzen sich der Querweg Rottweil–Lahr, der Hansjakobweg, der Kandelhöhenweg und der Zweitälersteig.

### Vierte Etappe:  Höhenhäuser – Lahr

#### Übersicht
- Distanz: 25 km
- Gehzeit: ca. 6,5 Stunden

| Ort/Sehenswürdigkeit      | Strecke (km) | Höhe (m ü. NHN) | Weitere Informationen                                                      |
| ------------------------- | ------------ | --------------- | -------------------------------------------------------------------------- |
| Höhenhäuser               | 0,0          | 666             |                                                                            |
| Lahrer Hütte              | 1,0          | 660             |                                                                            |
| Robertskapelle            | 2,5          | 510             | Abzweigung in das Kinzigtal nach Steinach in 9,0 km und Haslach in 11,0 km |
| Kreuzplatz                | 1,5          | 445             |                                                                            |
| Kambacher Hütte           | 3,0          | 520             |                                                                            |
| Schwedenschanze           | 0,5          | 570             |                                                                            |
| Sodhof                    | 2,5          | 500             | Gasthaus Kreuzung mit dem Kandelhöhenweg                                   |
| Seelbach                  | 3,5          | 215             |                                                                            |
| Busbahnhof Lahr Schlüssel | 7,5          | 171             |                                                                            |
| Bahnhof Lahr              | 3,0          | 160             |                                                                            |

#### Wegbeschreibung
Von Höhenhäuser bis zum Sodhof verlaufen der Querweg Rottweil–Lahr und der Kandelhöhenweg auf derselben Strecke. Ab dem Gasthaus Kreuz geht die Wanderung abwärts vorbei an der meist nicht bewirtschafteten Lahrer Hütte und über die Landesstraße 103 zur Robertskapelle. Von dort geht es aufwärts bis zum Himmelsberg und danach wellenförmig abwechselnd bergab und bergauf bis zum Sodhof. Kurz danach zweigt der Kandelhöhenweg vom Querweg ab. Weiter bergab und durch Seelbach hindurch führt der Weg teilweise am Hang über dem Schuttertal und teilweise im Schuttertal bis zum Busbahnhof in Lahr. Hier endet die Wegmarkierung des Querwegs. Vom Busbahnhof sind es bis zum Bahnhof Lahr noch zirka drei Kilometer durch die Stadt.